# 5474 Gingasen
5474 Gingasen eller 1988 XE1 är en asteroid i huvudbältet som upptäcktes den 3 december 1988 av de båda japanska astronomerna Kazuro Watanabe och Tetsuya Fujii vid Kitami-observatoriet. Den är uppkallad efter en järnvägssträcka på den japanska ön Hokkaido.
Asteroiden har en diameter på ungefär 5 kilometer.